# Castres-Gironde
Castres-Gironde är en kommun i departementet Gironde i regionen Nouvelle-Aquitaine i sydvästra Frankrike. Kommunen ligger i kantonen La Brède som tillhör arrondissementet Bordeaux. År 2022 hade Castres-Gironde 2 689 invånare.

## Befolkningsutveckling
Antalet invånare i kommunen Castres-Gironde
Referens:INSEE